# Карапетян, Иван Эдуардович
Иван Эдуардович Карапетян (1959—2020) — советский борец-тяжеловес греко-римского стиля.
Родился 9 июля 1959 года в городе Баку Азербайджанской ССР. С 13 лет начал заниматься классической борьбой под руководством Фикрета Таирова в зале «Динамо Баку». В 19 лет получил звание Мастера спорта международного класса СССР за победу на Чемпионате Европы 1978 года в Швеции. В 1979 году Иван Карапетян стал серебряным призёром Чемпионата мира. Иван Эдуардович до развала СССР был в списке самых талантливых борцов греко-римского стиля и несмотря на свой юный возраст обладал огромным послужным списком и количеством схваток на международной арене. Также являлся обладателем кубка Мира.
Из Баку Иван Карапетян вместе со своей семьёй был вынужден уехать в город Кисловодск в связи с напряжённой обстановкой из-за войны в Нагорном Карабахе. Умер 22 ноября 2020 года из-за внезапной остановки сердца.
https://wrestrus.ru/news/fsbrnews/Novosti_sajta/ne_stalo_ivana_karapetjana Архивная копия от 10 апреля 2021 на Wayback Machine